# Maclean (ort i Australien)
Maclean är en ort i Australien. Den ligger i kommunen Clarence Valley och delstaten New South Wales, i den sydöstra delen av landet, omkring 520 kilometer norr om delstatshuvudstaden Sydney.
Runt Maclean är det glesbefolkat, med 16 invånare per kvadratkilometer.. Närmaste större samhälle är Yamba, omkring 16 kilometer öster om Maclean. 
I omgivningarna runt Maclean växer i huvudsak städsegrön lövskog. Genomsnittlig årsnederbörd är 1 541 millimeter. Den regnigaste månaden är januari, med i genomsnitt 241 mm nederbörd, och den torraste är oktober, med 28 mm nederbörd.